# Carl Zeyher
Carl Ludwig Philipp Zeyher, född den 2 augusti 1799 i Dillenburg, död den 30 december 1858 i Kapstaden, var en tysk entomolog och botaniker. Han har fått släktet Zeyheria uppkallat efter sig.

Auktorsnamnet C.L.P.Zeyher kan användas för Carl Zeyher i samband med ett vetenskapligt namn inom zoologin; se Wikipedia-artiklar som länkar till auktorsnamnet.
Auktorsnamnet Zeyh. kan användas för Carl Zeyher i samband med ett vetenskapligt namn inom botaniken; se Wikipediaartiklar som länkar till auktorsnamnet.